# Doxa (relojes)
Montres DOXA S.A. es un fabricante independiente de relojes suizo, cuya fundación data de 1889. La firma es conocida por sus relojes de buceo. El nombre Doxa está tomado de la palabra griega "Δόξα", que significa creencia u opinión, aunque en el contexto de la religión cristiana también significa gloria.
Después de que la industria relojera suiza sufriera las consecuencias de la crisis del cuarzo en la década de 1970, la empresa cambió de propietario varias veces.

## Historia
Doxa, fundada en 1889 por Georges Ducommun, comenzó como fabricante principalmente de relojes de bolsillo, pero también de otros tipos. Con el paso de los años, la firma creció y se expandió hacia otros mercados en el campo del cronometraje.
A finales de la década de 1960 planeó producir un reloj para usarse en actividades subacuáticas, y las pruebas realizadas mostraron que una esfera de color naranja era la más visible en agua turbia. Doxa también consultó con buceadores, entre ellos Jacques Cousteau, entonces presidente de "U.S. Divers", y Claude Wesly. Se reunió un equipo de ingenieros y buceadores profesionales para crear un reloj con las características requeridas, el Sub300t. Entre 1968 y 1979, el modelo fue adquirido por las Fuerzas Armadas Suizas para una unidad de buceadores de combate recién creada.
El Doxa Sub300t tiene una esfera naranja, y un bisel giratorio con una tabla oficial de la Marina de los EE. UU. para tiempos y profundidades de inmersión sin necesidad de descompresión grabado en su superficie. Con posterioridad, otros relojeros introdujeron biseles similares. El reloj se puede utilizar para calcular tiempos de descompresión y otra información útil para los buceadores. Originalmente estaba clasificado para una profundidad de 300 metros, que luego se aumentó a 750 metros.
En 1968, DOXA pasó a formar parte de Synchron S.A. Poco después de la introducción del Sub300t, la industria relojera suiza estaba sufriendo las consecuencias de la crisis del cuarzo, cuando se comenzaron a fabricar masivamente en Japón relojes precisos, fiables y pequeños con reguladores de cuarzo en lugar de los movimientos mecánicos en los que se habían especializado las firmas suizas. En respuesta, se creó un grupo de relojeros suizos, al que se unió Doxa, para optimizar los recursos disponibles, operación que finalmente fracasó. En 1978, DOXA S.A. fue adquirida por Aubrey Frères S.A., y luego cesó sus operaciones alrededor de 1980. La familia Jenny de Suiza adquirió Doxa en 1997. En 2002, Doxa presentó reediciones de sus relojes en series limitadas.
La firma comenzó la producción de 92 relojes Sub1000t de edición limitada para apoyar el Project AWARE en 2008. En 2012 presentó el Sub1200t también con el Proyecto AWARE, limitado a 300 unidades, de manera que parte del precio de cada reloj vendido se destinó a apoyar el mencionado proyecto.
Una búsqueda en los datos de las subastas electrónicas permite localizar relojes Doxa de distintas épocas que se ofrecen a precios elevados. También se ofrece material publicitario.

## Convenciones de nombres
Los relojes de buceo de Doxa se nombran según el color de la esfera: "Professional" en naranja, "Sharkhunter" en negro, "Searambler" en plata metálica, "Caribbean" en azul, "Divingstar" en amarillo, "Aquamarine" en turquesa y "Whitepearl" en blanco.